# Pál Dunay
Pál Dunay (* 12. Juni 1909 in Budapest; † 17. Juli 1993 in Nürnberg) war ein ungarischer Fechter.

## Erfolge
Pál Dunay wurde 1934 in Warschau im Degen-Einzel Weltmeister und gewann im Jahr darauf in Lausanne mit der Florett-Mannschaft Bronze. Zweimal nahm er an Olympischen Spielen teil: 1936 schied er in Berlin mit dem Degen in der Viertelfinalrunde der Einzelkonkurrenz aus, während er mit der Degen-Equipe nicht über die erste Runde hinauskam. Bei den Olympischen Spielen 1948 in London verpasste er im Degen-Einzel erneut das Halbfinale. In den Mannschaftskonkurrenzen erreichte er sowohl mit der Florett- als auch mit der Degen-Mannschaft jeweils den fünften Rang.
Sein Vater Bertalan Dunay war ebenfalls Fechter und nahm an den Olympischen Spielen 1912 in Stockholm teil.